# Bukovany (okres Benešov)
Bukovany (Duits: Bukowan of Bukowan bei Teinitz) is een Tsjechische gemeente in de regio Midden-Bohemen en maakt deel uit van het district Benešov.
Bukovany telt 819 inwoners (2024).

## Geschiedenis
De eerste schriftelijke vermelding van het dorp dateert van 1318.
Tijdens de Tweede Wereldoorlog werd Bukovany gebruikt als militair oefenterrein door de strijdkrachten van SS Benešov. Op 1 april 1943 werd het dorp ontruimd; de inwoners keerden pas aan het einde van de oorlog terug.
Sinds 1960 maakt Bukovany deel uit van het district Benešov.

## Verkeer en vervoer

### Autowegen
Weg II/106 verbindt Bukovany met Štěchovice, Týnec nad Sázavou en Benešov.

### Spoorlijnen
Er is geen spoorlijn of station in de gemeente.

### Buslijnen
De volgende buslijnen halteren in het dorp:
| Halte             | Lijn(en) | Traject(en)                         | Vervoerder(s)        |
| ----------------- | -------- | ----------------------------------- | -------------------- |
| Bukovany (BN)     | 752      | Benešov - Jílové                    | ČSAD Benešov         |
| Bukovany (PB)     | 488      | Písek - Příbram                     | Arriva Střední Čechy |
| Bukovany, Rozchod | 752 753  | Benešov - Jílové Neveklov - Benešov | ČSAD Benešov         |

## Voorzieningen
In het dorp is een brandweerkazerne aanwezig.

## Bezienswaardigheden
- Dorpskapel

## Galerij

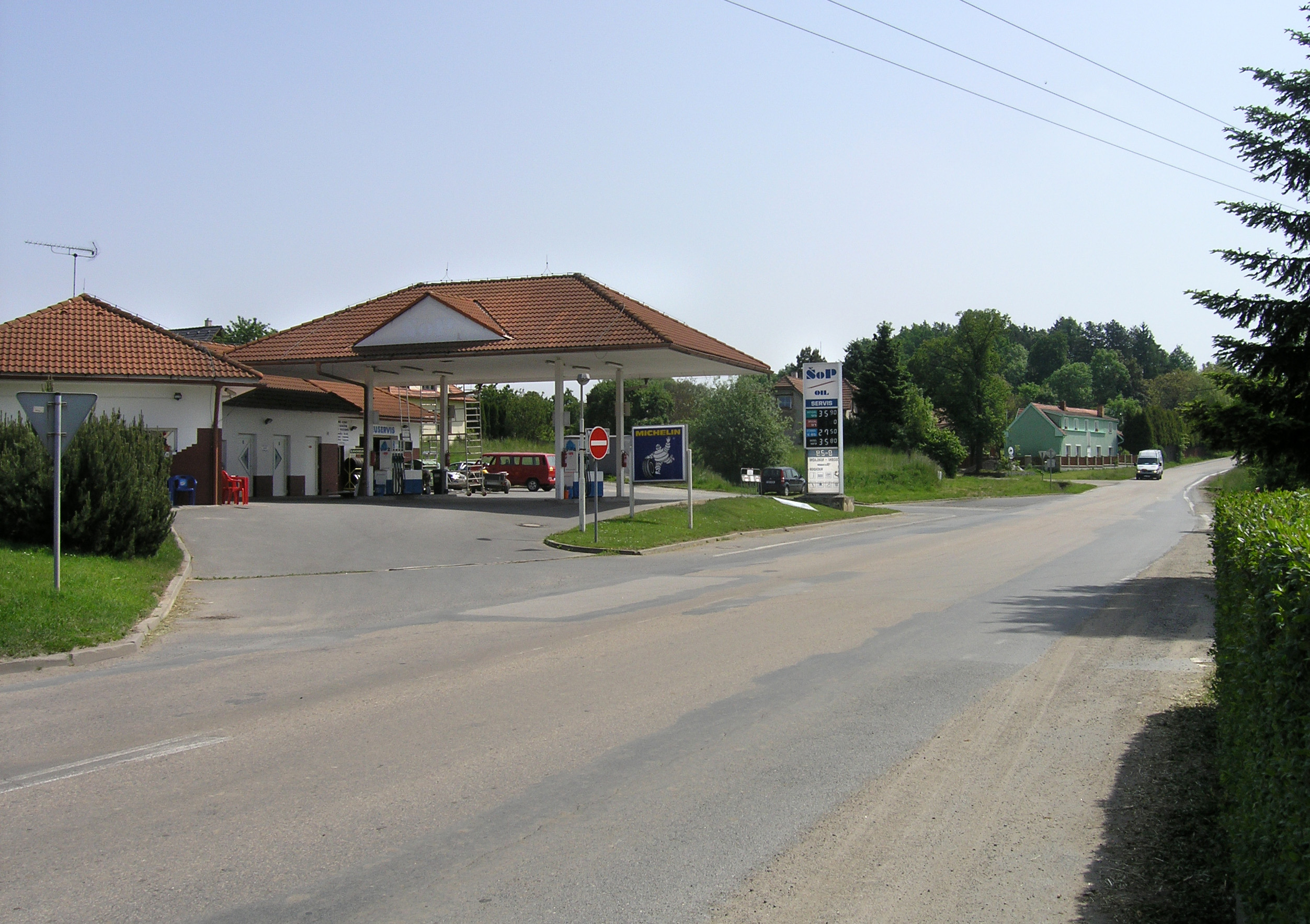
Benzinestation in het dorp (2014)
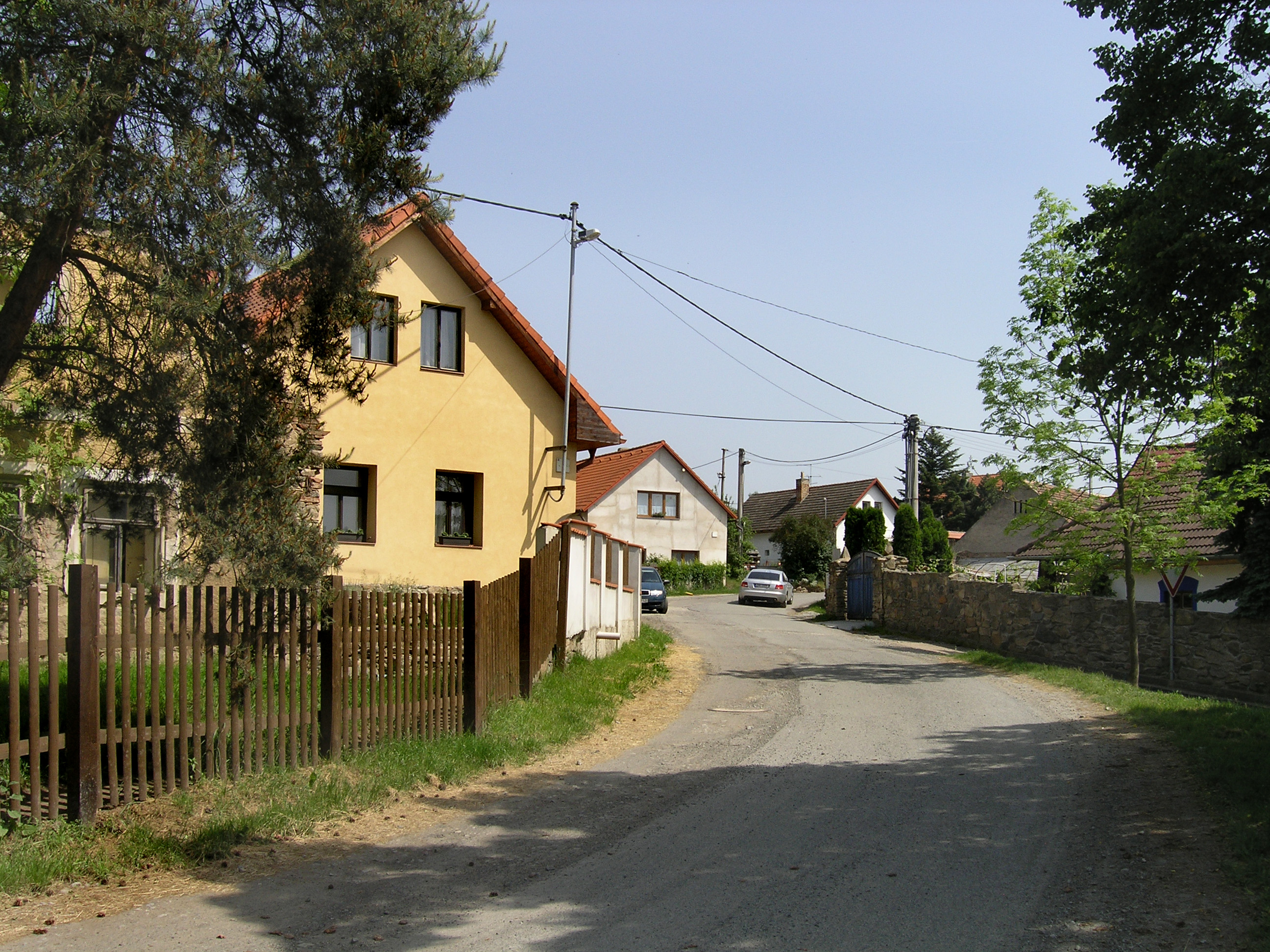
Hoofdstraat (2014)
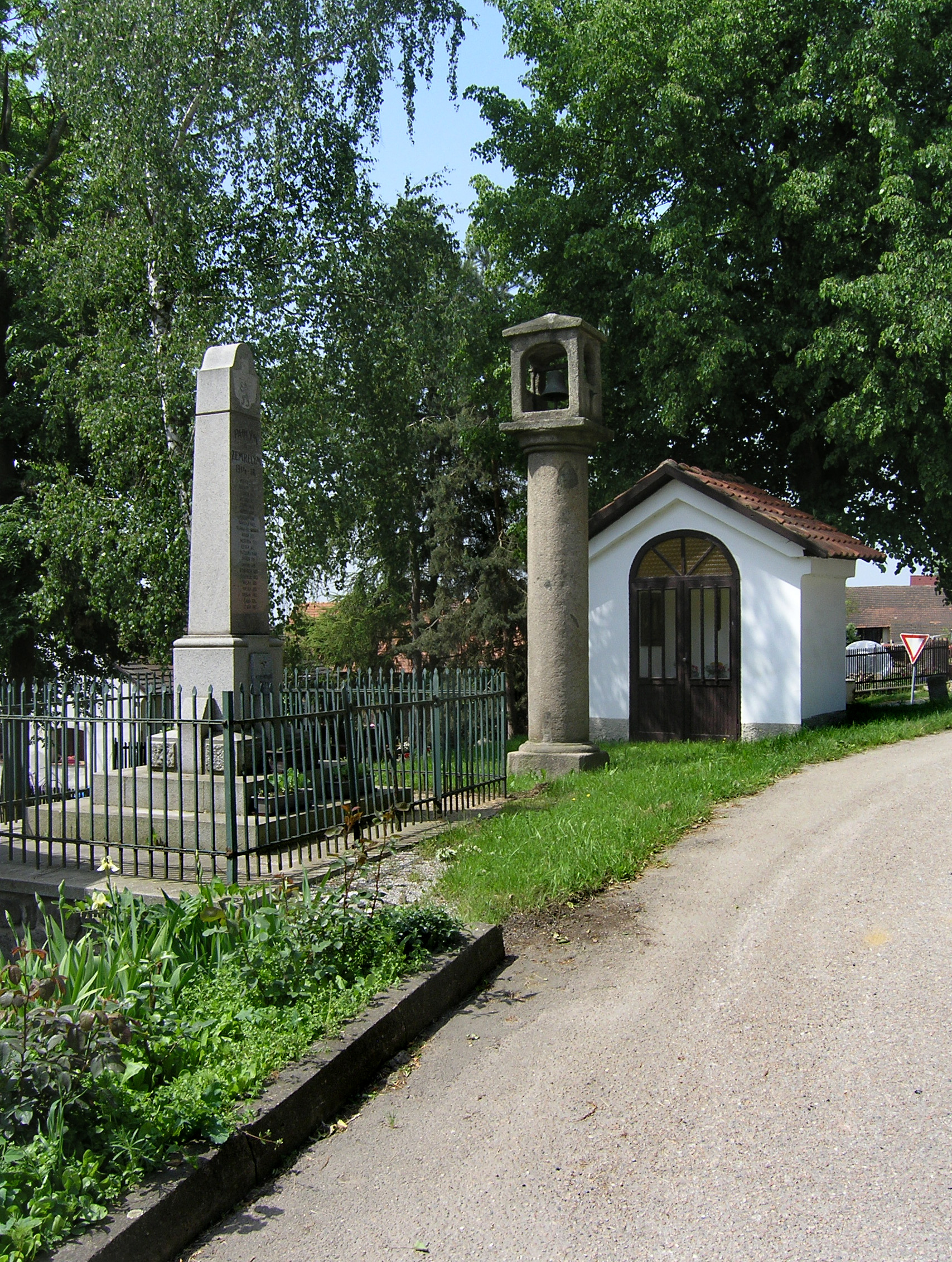
Dorpskapel (2014)
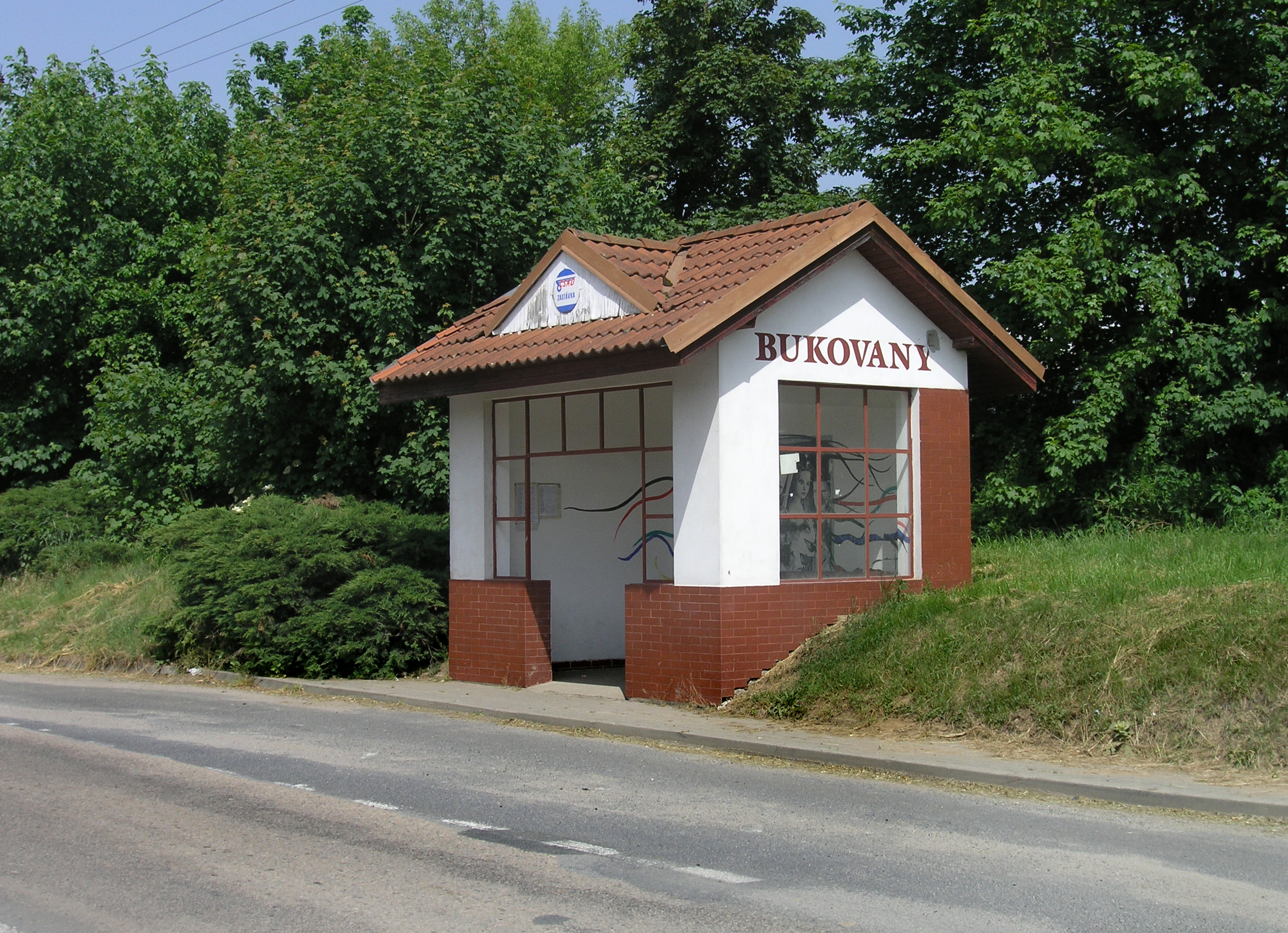
Bushalte in het dorp (2014)
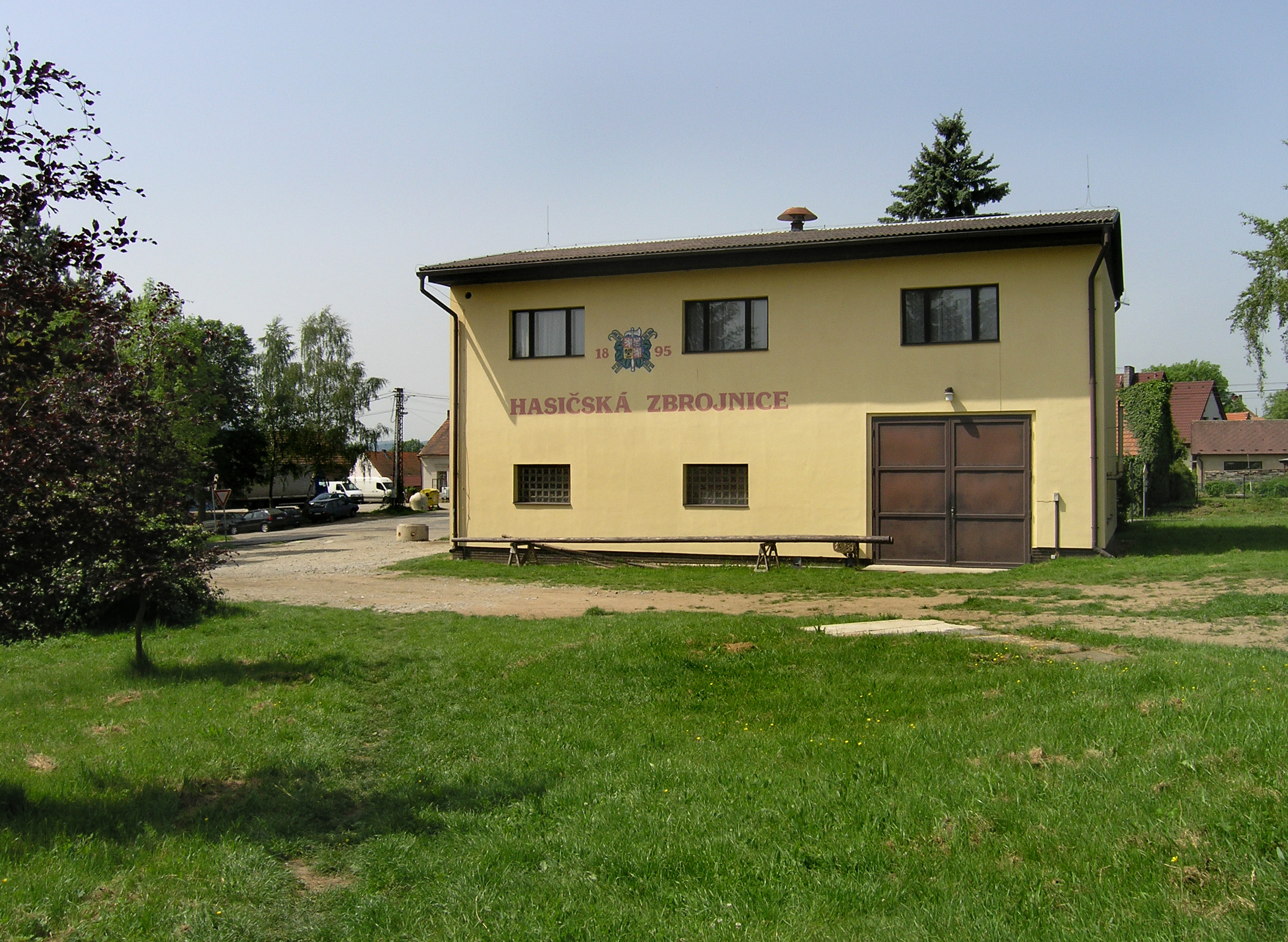
Brandweerkazerne (2014)
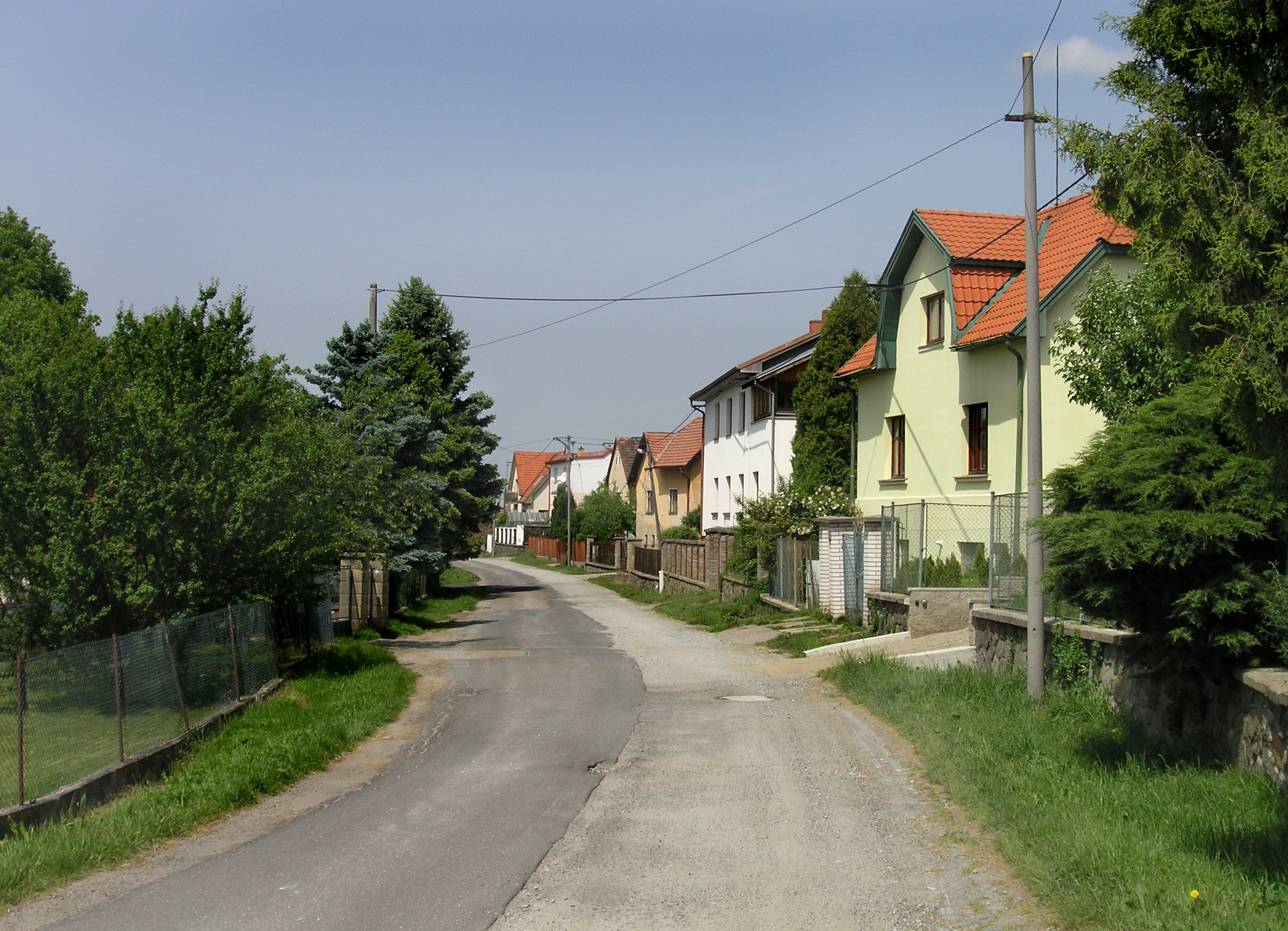
Weg naar Týnec (2014)